# Francisco Needham, 3er Conde de Kilmorey

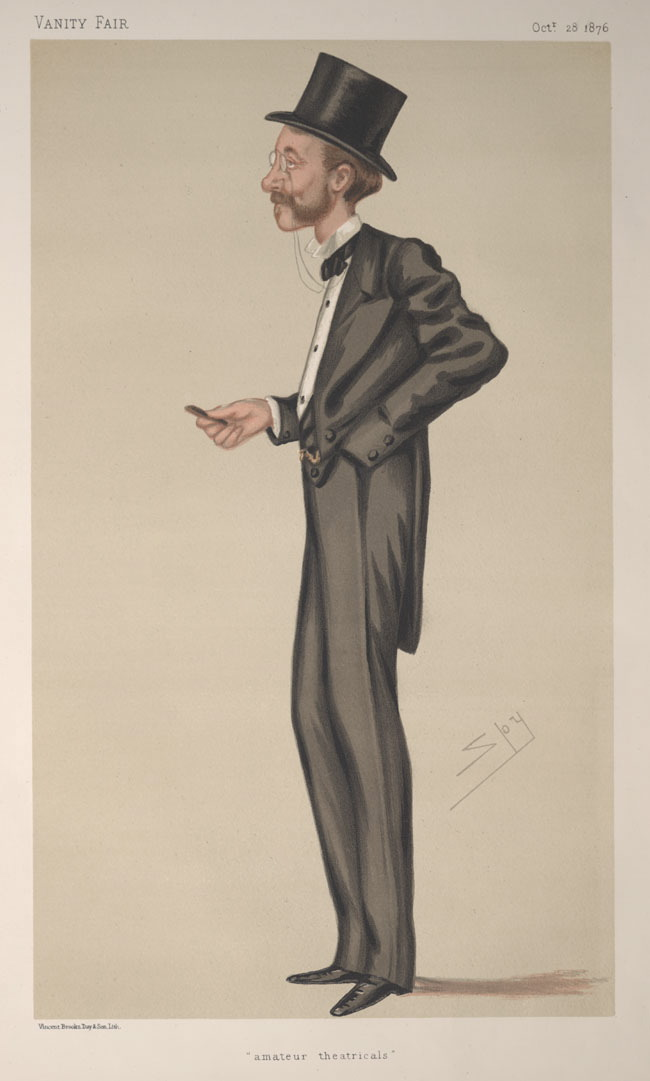
Francisco Carlos Needham, Conde de Kilmorey.

Francisco Carlos Needham, 3.er Conde de Kilmorey KP (2 de agosto de 1842 - 28 de julio de 1915), conocido como Vizconde Newry desde 1851 a 1880, fue un noble Anglo-Irlandés y Miembro del Parlamento Conservador.
Kilmorey fue el hijo mayor de Francisco Needham, Vizconde Newry, hijo de Francisco Needham, 2ndo Conde de Kilmorey. Su madre fue Ana Amelia Colville, hija del General Señor Charles Colville. Fue elegido para la Cámara de los Comunes por Newry en 1871, cargo que ocupó hasta 1874. En 1880 sucedió a su abuelo como Conde de Kilmorey, pero como este formaba parte de la Nobles de Irlanda no se lo autorizó a un cargo automático en la Cámara de los Lores. Sin embargo, al año siguiente Kilmorey fue elegido Noble Representativo de Irlanda, y se colocó en la Cámara de los Lores hasta su muerte en 1915. 
En 1890 fue nombrado caballero de la Orden de San Patricio.
El Señor Kilmorey se casó con Ellen Constance Baldock, hija de Eduardo Holmes Baldock, en 1881. Murió en julio de 1915, a los 72 años, y fue sucedido en sus títulos por su hijo mayor Francisco. La Señora Kilmorey murió en 1920.